# 13 Mołodeczańska Brygada Armii Krajowej
13 Mołodeczańska Brygada AK (inaczej 13 Wileńska Brygada "Nietoperza") – polski oddział partyzancki Okręgu Wilno Armii Krajowej.
10 lutego 1944 Grupa Dąb została przemianowana na 13 Brygadę Armii Krajowej. Po śmierci pchor. Andrzeja Kutznera "Małego" dowódcą został por. Adam Walczak zmieniając pseudonim z "Sępa" na "Nietoperza".
W lipcu 1944 żołnierze oddziału w ramach Zgrupowania nr 3 Okręgu Wilno AK wzięli udział w Operacji Ostra Brama. W lipcu 1944 liczyła ok. 450 partyzantów.
O świcie 18 lipca 1944, w Puszczy Rudnickiej,13 Brygada Armii Krajowej została rozbrojona przez zmotoryzowane oddziały Armii Czerwonej. Resztki przedostały się do Puszczy Ruskiej.

## Formowanie
Na początku kwietnia 1944 polskie oddziały partyzanckie działające w Inspektoracie F mocno powiększyły swój stan liczbowy i zostały przekształcone w brygady. Z VI oddziału partyzanckiego kpt. Adama Walczaka „Nietoperza” powstała 13 Brygada Mołodeczańska.
Pod koniec kwietnia wyznaczono koncentrację Zgrupowania nr 3 Okręgu Wilno Armii Krajowej. Miała ona nastąpić w rejonie miejscowości Klewica, Graużyszki, Wojsznaryszki. 8 Brygada stawiła się na koncentrację i została zakwaterowana w Dorżach. Liczyła wtedy około 170 uzbrojonych żołnierzy-partyzantów.

## Działania brygady
Brygada pierwszą dekadę kwietnia kwaterowała w okolicach Kuszlan, ochraniając miejscową ludność przed próbami ściągania kontyngentów. Święta Wielkanocne pędziła we wsi Giejstuny. Na drugi dzień świąt na brygadę uderzyła litewska policja z Holszan. Atak został odparty siłami ubezpieczenia bezpośredniego z rejonu folwarku Wojtkuny. W drugiej dekadzie kwietnia 13 Brygada otrzymała rozkaz stawienia się na drugą koncentrację 3 Zgrupowania w rejonie miejscowości Klewica, Graużyszki, Wojsznaryszki. Idąc na koncentrację dowódca brygady otrzymał informację z siatki konspiracyjnej o magazynie broni i sprzętu wojskowego we wsi Łostojańce. 18 kwietnia 1944 roku o 23.00 brygada dokonała ataku na magazyny. Nie udało się zaskoczyć wartownika. Niemcy zaciekle się bronili. Polacy uzyskiwali jednak przewagę. W tym czasie od strony Mołodeczna nadjechał pociąg z oddziałem niemieckim. Brygada zmuszona była  wycofać się z pola walki. W walce został ciężko ranny partyzant Stanisław Bożko „Mikrus”, który mimo okazanej pomocy, zmarł następnej nocy w szpitalu w Oszmianie.
12 maja w Graużyszkach odbyła się odprawa koordynacyjna dowódców brygad 3 Zgrupowania. Uczestniczył w niej też komendant „Wilk”. Plan działania przedstawił mjr „Jarema”. Przewidywał on rozbicie czterech kompanii z korpusu posiłkowego gen. Plechaviciusa stacjonujących w Murowanej Oszmiance. Brygada otrzymała zadanie ubezpieczać i osłaniać akcję.
W końcu maja nastąpiła zmiana stacjonowania brygad 3 Zgrupowania. 13 Brygada przeszła do Klewicy.
29 maja walkę z silnym oddziałem sowieckim w okolicach Solecznik na trasie Klewica-Bieniakonie stoczyły patrole z 12 i 13 Brygady. Sowieccy partyzanci przechodzili z Puszczy Nalibockiej do Puszczy Rudnickiej. Po napotkaniu polskiego patrolu, oddział sowiecki otworzył ogień. W walce zginęło 4 polskich partyzantów: kpr. Ryszard Dudek „Zuch” i kpr. Felicjan Harynowski „Blok”  z 13 Brygady, oraz  st. sierż. Czajkowski „Czajka”, strz. Stanisław Wasilewski „Gwóźdź” „Gwiazda” z 12 Brygady. Pochowani zostali w Dziewieniszkach na skwerze w rynku pod kościołem.
W pierwszej dekadzie czerwca brygady 3 Zgrupowania otrzymały rozkaz zlikwidowania posterunku policji litewskiej w Holszanach rozmieszczony w budynku szkoły. 13 Brygada otrzymała zadanie rozbicia posterunku litewskiej policji. Akcję zaplanowano na 8 czerwca, początek akcji – 23.00. Niestety, jeszcze przed 23.00, do Holszan przybyła kolumna 5 niemieckich czołgów. W tych warunkach nastąpiło odwołanie akcji. Wszczęcie walki oznaczało spalenie wielu zabudowań w samym mieście.
W sumie, w okresie od kwietnia do czerwca 1944 brygada przeprowadziła 12 akcji bojowych.

### Działania w okresie Akcji „Burza”
W końcu czerwca brygada weszła w skład Zgrupowania nr 3 Okręgu Wilno Armii Krajowej. 
W pierwszych dniach lipca na te tereny spłynęły z lasów oddziały sowieckiej partyzantki, które żądały złożenia broni przez polskie oddziały. Prawdopodobnie z tej przyczyny 13 Brygada nie mogła wykonać dywersji i sabotażu w ramkach akcji „Burza”. Z powodu przyspieszonego natarcia sowieckiego brygada przesunęła się w kierunku Wilna, na pozycje wyjściowe do uderzenia na Wilno.
Walki w ramach operacji „Ostra Brama”
4 lipca 1944 brygada zakończyła działanie w akcji "Burza" w rejonie Mołodeczna i Krasnego nad Uszą i przemaszerowała w rejon zakwaterowania mjr. "Jaremy" w Poholszy. Tu otrzymała rozkaz przejścia w podporządkowanie dowódcy 1 Zgrupowania mjr. "Pohoreckiego".
Na czas operacji brygada otrzymała zadanie: zająć podstawy wyjściowe do natarcia na Czarnym Trakcie, na wysokości wsi Doliny, kierunek natarcia – wzdłuż Czarnego Traktu na wieś Góry i dalej przez Markucie do Wilna; gotowość do działań – 18:00 6 lipca 1944. Rozpoczęcie natarcia miało nastąpić na sygnał dowódcy 1 Zgrupowania. W razie załamania się natarcia i rozbicia oddziałów, na rejon koncentracji wyznaczono dwór Szwajcary i wieś Doubiany. 
Przed brygadą w pierwszym rzucie nacierać miał 3 batalion 77 pp AK (UBK).
Zgodnie z otrzymanymi rozkazami 13 Brygada o 20:00 rozpoczęła marsz na podstawy wyjściowe do natarcia. Osiągnęła je o 22:00 przyjmując ugrupowanie kątem w tył Zwiad konny patrolował trakt w kierunku wschodnim.
Około godziny 2 w nocy dnia 7 lipca mjr. "Pohorecki" zmienił zadanie brygady. Brygada miała w rejonie wzgórza 224,8 na zachód od wsi Doliny ubezpieczyć zgrupowanie bojowe od wschodu.
W przypadku nawiązania kontaktu z regularnymi oddziałami Armii Czerwonej należało w imieniu rządu Rzeczypospolitej Polskiej powitać oddziały wkraczające na ziemie polskie i uzgodnić współdziałanie w walce z Niemcami.
Wobec zmiany zadania, nad ranem nastąpiło przegrupowanie oddziału.
Pluton ckm zajął stanowiska na wzgórzu 224,8 z pasem ognia na  trakt w kierunku wschodnim, na wieś Doliny i skraj lasu. 1 kompania zajęła pozycje od wzgórza do traktu. 2 kompania na północ od traktu frontem na wschód. 3 kompania na zachód od wzgórza, przygotowana do działania jako odwód na korzyść pierwszego rzutu. Zwiad został umieszczony w zagajniku za wzgórzem.
Rano, po opadnięciu mgły, brygada była bombardowana trzykrotnie przez lotnictwo niemieckie. Strat nie poniosła.
Około południa przez ugrupowanie brygady wycofywali się partyzanci nowogródzkiego III batalionu 77 pp AK Od nich  dowiedziano się o załamaniu się natarcia na odcinku UBK. Z dowództwa 1 Zgrupowania nie otrzymywano żadnych rozkazów. Patrol zwiadu konnego wrócił z wiadomością, że dowództwo zgrupowania rozproszyło się po incydencie z sowiecką kolumną pancerną. Od partyzantów z 8 Brygady "Tuta" "Nietoperz" dowiedział się, że ich brygada została rozwiązana. Komendant podjął decyzję o wycofaniu 13 Brygady na punkt zborny w Szwajcarach. Tam zastano obsadę szpitala polowego będącą jeszcze pod dużym wrażeniem spotkania z oddziałami niemieckimi i mjr. "Jaremę", który przejął powtórnie w podporządkowanie 13 Brygadę.

## Obsada personalna
- dowódca – por. Adam Walczak "Nietoperz"
- zastępca dowódcy – ppor. Aleksander Zajkowski (1907-2014) "Grot", żył 107 lat
- szef sztabu – pchor. Andrzej Sochański "Pampuch"
- oficer  wywiadu – por. Olgierd Kirkilło "Żorż"
- podoficer broni – sierż. Ludwik Dulniak "Ludwik"
- szef kancelarii – pchor. Antoni Orlowicz "Katabas"
- lekarz – ppor. dr Stanisław Żebrowski "Lancet"
- łącznik – Janina Willanowicz "Janka"
- łącznik – Anna Mieszkuć "Hanka"